# Nationaal park Stabbursdalen
Nationaal park Stabbursdalen (Noors: Stabbursdalen nasjonalpark/Samisch: Rávttošvuomi albmotmeahcci/Kveens: Rautusvuoman kansalistaras) ligt in het uiterste noorden van Noorwegen in de provincie Finnmark. Het park ligt op het grondgebied van de gemeenten Porsanger en Kvalsund. Het park werd opgericht in 1970 en heeft een oppervlakte van 98 km². Het bevat het meest noordelijke naaldbos ter wereld.
Het park heeft een zeer verscheiden landschapvorm, er zijn kale bergtoppen, hoogvlaktes begroeid met naaldbomen en nauwe ravijnen met hier en daar een waterval. De Stabbur rivier loopt door het nationale park.